# Mesochorus dessauensis
Mesochorus dessauensis là một loài tò vò trong họ Ichneumonidae.